# Pedellacythere
Pedellacythere is een geslacht van uitgestorven kreeftachtigen uit de klasse van de Ostracoda (mosselkreeftjes).

## Soorten
- Pedellacythere anterodentina (Whatley, 1970) Gruendel, 1975 †
- Pedellacythere trigonoda (Gruendel, 1966) Gruendel, 1975 †